# Steve Aalam
Steve Abou-Bakre Aalam, född 15 april 1968, är en svensk skådespelare, manusförfattare och rollsättare.

## Filmografi

### Som manusförfattare
- 1997 - 9 millimeter

### Som filmproducent
- 1999 - Själar i förorten
- 2004 - Rånarna
- 2006 - Exit
- 2007 - Gangster

### Som skådespelare
- 1995 - 30:e november
- 1997 - 9 millimeter
- 1998 - Aspiranterna
- 1999 - Själar i förorten
- 2003 – Paragraf 9 (TV-serie)
- 2002 - Mellan himmel och hästben
- 2004 - Rånarna
- 2005 - Blodsbröder
- 2007 - Gangster (film)